# Neobatrachia
Neobatrachia (neolatinski neo- („nove”) + batrachia („žabe”)) su podred Anura, reda žaba i krastača.
Ovaj podred je najnapredniji i najapomorfniji od tri anurska podreda koja danas žive, pa otuda i njegovo ime, koje doslovno znači „nove žabe“ (od helenskih reči neo, što znači „novi“ i batrachia, što znači „žabe“). Takođe je daleko najveći od tri; njegovih više od 5.000 različitih vrsta čine preko 96% svih živih anurana.

## Literatura
- Gissi, Carmela; Diego San Mauro; Graziano Pesole; Rafael Zardoya (фебруар 2006). „Mitochondrial phylogeny of Anura (Amphibia): A case study of congruent phylogenetic reconstruction using amino acid and nucleotide characters”. Gene. 366 (2): 228—237. PMID 16307849. doi:10.1016/j.gene.2005.07.034.
- Hoegg, Simone; Miguel Vences; Henner Brinkmann; Axel Meyer (јул 2004). „Phylogeny and comparative substitution rates of frogs inferred from sequences of three nuclear genes”. Molecular Biology and Evolution. 21 (7): 1188—1200. PMID 14963093. doi:10.1093/molbev/msh081 .
- San Mauro, Diego; Miguel Vences; Marina Alcobendas; Rafael Zardoya; Axel Meyer (мај 2005). „Initial diversification of living amphibians predated the breakup of Pangaea” (PDF). American Naturalist. 165 (5): 590—599. PMID 15795855. S2CID 17021360. doi:10.1086/429523.

## Spoljašnje veze
- Mediji vezani za članak Neobatrachia na Vikimedijinoj ostavi